# NV (альбом)
| Оценки критиков | Оценки критиков |
| Источник        | Оценка          |
| --------------- | --------------- |
| Pitchfork       | [ 1 ]           |
| Exclaim!        | [ 2 ]           |
| Metal Hammer    | [ 3 ]           |
| musicOMH        | [ 4 ]           |
| Metal.de        | [ 5 ]           |

NV — совместный студийный альбом экспериментального голландского проекта Gnaw Their Tongues и британской дэт-метал-группы Dragged into Sunlight, выпущенный 13 ноября 2015 на лейбле Prosthetic Records. На музыку NV преимущественно повлиял альбом Streetcleaner британской индастриал-метал группы Godflesh, продюсером которого выступил Джастин Бродрик, фронтмен Godflesh.

## Список композиций
| №                   | Название                  | Длительность |
| ------------------- | ------------------------- | ------------ |
| 1.                  | «Visceral Repulsion»      | 5:50         |
| 2.                  | «Absolver»                | 7:54         |
| 3.                  | «Strangled With the Cord» | 5:16         |
| 4.                  | «Omniscienza»             | 6:40         |
| 5.                  | «Alchemy in the Subyear»  | 6:41         |
| Общая длительность: | Общая длительность:       | 32:21        |

## Участники записи
- Маурис де Йонг — инструменты
- Dragged into Sunlight[англ.] — инструменты